# Карпенеда (Бреша)
Карпенеда је насеље у Италији у округу Бреша, региону Ломбардија.
Према процени из 2011. у насељу је живело 979 становника. Насеље се налази на надморској висини од 276 м.